# Otto Däublin

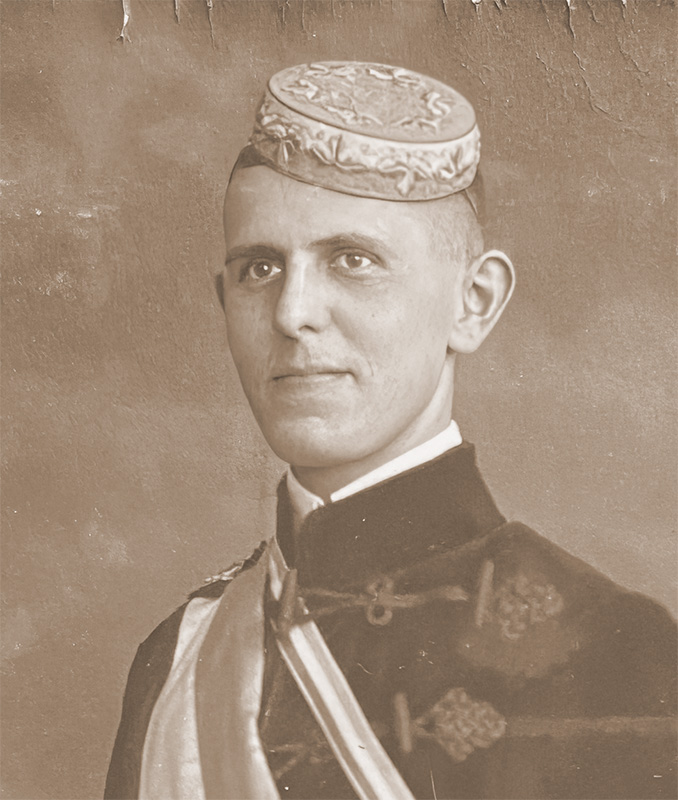
Otto Däublin als Heidelberger Wingolfit

Otto Däublin (* 7. August 1900 in Hohensachsen; † 11. Dezember 1975) war ein evangelischer Pfarrer in Rohrbach und Heidelberg. In der NS-Zeit half er einer Familie, die unter der NS-Rassenpolitik litt, und stand wegen kritischer Äußerungen hinsichtlich der staatsparteilichen Kirchenpolitik vor Gericht. Durch Däublins Bekenntnis zum Nationalsozialismus im Gestapo-Verhör und fehlende Beweise gegen den Beschuldigten wurde das Verfahren schließlich eingestellt.

## Leben
Otto Däublin wuchs in einer Pfarrersfamilie aus Hohensachsen als Sohn von Karl Däublin (1861–1923) auf und schlug denselben Werdegang ein. Er studierte in Heidelberg, Erlangen und Leipzig Theologie und bestand 1925 seine erste theologische Prüfung. Während seiner Studienzeit trat er dem Erlanger und Heidelberger Wingolf bei und blieb bis 1969 Mitglied. 1926 trat er seine erste Stelle als Vikar der Pfarrei Heiligkreuz-Oberflockenbach an, wurde 1931 zum Pfarrer ernannt und bekleidete dieses Amt bis 1938. Ab 1940 arbeitete er als Standortpfarrer in Heidelberg und war ab 1941 nebenbei mit der Militärseelsorge für die Garnison in Heidelberg beauftragt. Sein Sohn Otto wurde ebenfalls Wingolfit und Pfarrer.

## Konflikt mit dem Nationalsozialismus
Däublin stand dem NS-Regime kritisch gegenüber, woraufhin er in dessen Visier geriet. So wurden seine Predigten überwacht und er wurde neunmal wegen seiner Aussagen von der Gestapo vorgeladen und verhört. Sein Name stand auf einer Liste des Ortsgruppenleiters der NSDAP Arnulf Link, die Personen verzeichnete, die in Krisensituationen des NS-Systems verhaftet werden sollten. Trotz dieser Umstände wurde Däublin 1940 vom Oberkirchenrat zum Heidelberger Standortpfarrer vorgeschlagen und 1941 vom evangelischen Militärbischof der Wehrmacht mit der nebenamtlichen Militärseelsorge für die Garnison in Heidelberg beauftragt. Im Februar 1941 stellte Däublin den zwangspensionierten Gymnasiallehrer Erich Kaufmann-Bühler als Sekretär ein, dessen Familie unter der Diskriminierung durch die NS-Rassenpolitik litt. Nachdem Kaufmann-Bühler 1934 aufgrund seiner nichtarischen Abstammung entlassen worden war, arbeitete er ab 1936 als wissenschaftliche Hilfskraft beim Oberkirchenrat Karlsruhe, doch auch diese Anstellung wurde 1939 aus denselben Gründen beendet. Indem Otto Däublin Erich Kaufmann-Bühler bei sich arbeiten ließ und ihm die Aufwandsentschädigung der Wehrmacht überließ, konnte er die materielle Not der Familie lindern. 1944 untersagte jedoch die Finanzabteilung des Oberkirchenrats Karlsruhe dessen Beschäftigung und verlangte die Beendigung der Zahlungen. Otto Däublin leistete daraufhin Widerstand. In einem Schreiben argumentierte er, die geistliche Christenpflicht gebiete ihm, Menschen in Not zu helfen. Dieses Schreiben war hinreichend überzeugend und trug dazu bei, dass die Familie Kaufmann-Bühler die NS-Zeit überlebte.

## Verfahren gegen Otto Däublin
Im Jahr 1939 wurde gegen Otto Däublin ein Verfahren eingeleitet. Als Tatbestand wurde dabei ein Verstoß gegen das Heimtückegesetz angeführt. Vorangegangen war diesem Verfahren ein Beitrag in der Aprilausgabe 1939 des evangelischen Gemeindeboten für Heidelberg-Rohrbach bezüglich einer bald darauf stattfindenden Volkszählung. Däublin bat darin seine Gemeindemitglieder, sich bei der Volkszählung zur evangelisch-protestantischen Kirche zu bekennen, anstatt auf die Frage nach der Konfessionszugehörigkeit mit der Alternativangabe „gottgläubig“ auszuweichen. Er argumentierte mit der Begründung, dass der „Jude und der Mohammedaner“ gottgläubig seien, und erhoffte sich dadurch einen Zuwachs in der Statistik. In Kreisen der Heidelberger NSDAP nahm man diese Bemerkung als gezielte politische Boshaftigkeit gegen die Kirchenpolitik der Staatspartei auf. Immerhin verglich Däublin die unter „gottgläubig“ zusammengefassten Bürger, meist aus der Kirche Ausgetretene, mit den Juden und Muslimen. In seiner Anhörung, die knapp drei Monate nach Verfahrensbeginn stattfand, musste Däublin Stellung zu seiner Aussage beziehen und ausführliche Angaben zu seiner Person machen. Der evangelische Pfarrer bekannte sich in seinem Verhör zum Nationalsozialismus und gab an, dass seine Formulierung im Gemeindeboten „nicht als Vergleich der Gottgläubigen mit den Juden gemeint“ war, sondern lediglich „die Gemeindemitglieder zum Nachdenken veranlassen“ sollte. Letztendlich wurde das Verfahren am 10. Juni 1940 eingestellt, obwohl man sich nicht vollends mit Däublins Erklärung zufriedengab. Offen bleibt im Nachhinein, wie aufrichtig sich Otto Däublin äußerte und ob er vor dem Gericht seine wirkliche Überzeugung aussprach.